# Aplicación de la ley

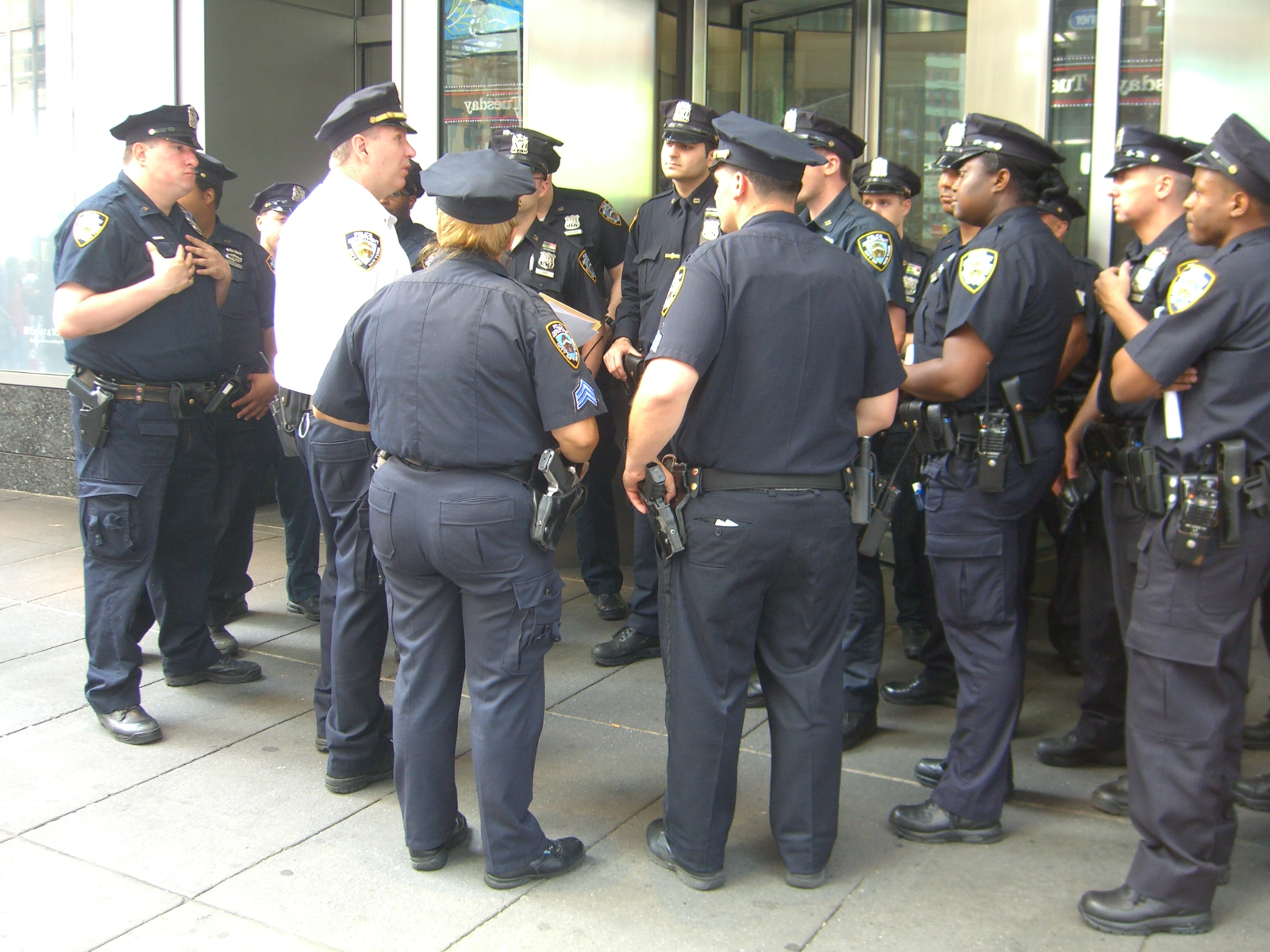
El teniente del Departamento de Policía de la ciudad de Nueva York informa a los agentes de policía en Times Square

La aplicación de la ley (más conocido como "law enforcement" en inglés) es la actividad de algunos organismos gubernamentales que actúan de manera organizada para hacer cumplir la ley al descubrir, disuadir, rehabilitar o castigar a las personas que violan las normas que rigen esa sociedad. El término abarca la policía, los tribunales y los correccionales. Estos tres componentes pueden operar de forma independiente o colectivamente, mediante el uso de registros compartidos y la cooperación mutua.
El concepto de aplicación de la ley se remonta a la antigüedad, las formas de aplicación de la ley y la policía han existido de formas diferentes en las diversas sociedades. Los códigos estatales modernos utilizan el término agente del orden público para incluir a toda persona erigida por el estado legislador con poder o autoridad policial; tradicionalmente, cualquier persona legitimada o con placa, que puede arrestar a cualquier persona por una violación de la ley penal.
Aunque la aplicación de la ley puede estar más centrada en la prevención y el castigo de los delitos, existen organizaciones para desalentar una amplia variedad de violaciones no delictivas de normas, que se efectúan mediante la imposición de consecuencias menos graves, como la libertad condicional.

## Historia

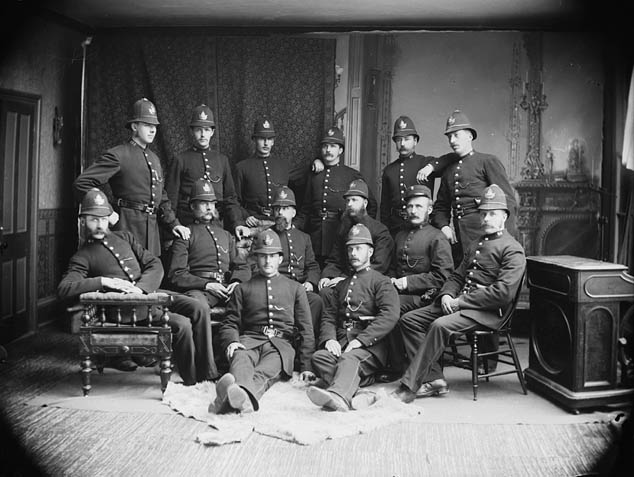
Oficiales de la policía de Toronto en 1883

La aplicación de la ley tiene origen en las nociones primarias de justicia, autoridad y castigo. A lo largo de la historia, numerosas sociedades han organizado sus propios sistemas de aplicación de la ley otorgando distintos poderes, funciones y capacidades.
Las organizaciones encargadas de hacer cumplir la ley existieron en la antigüedad, como los prefectos en la antigua China, los paqūdus en Babilonia, los curaca en el Imperio Inca, los vigiles en el Imperio Romano y los Medjay en el antiguo Egipto. Los encargados de hacer cumplir la ley y a quiénes se les denunciaba los conflictos han sido distintos dependiendo de la civilización y a menudo, cambiaba con el tiempo, pero por lo general eran esclavos, soldados, oficiales de un juez o eran contratados por asentamientos y hogares. Aparte de sus deberes de hacer cumplir las leyes, muchos antiguos agentes de la ley también sirvieron como cazadores de esclavos, bomberos, vigilantes, guardias de la ciudad y guardaespaldas.
En el período posclásico y la Edad Media, fuerzas como las Santa Hermandad, la shurta y la Maréchaussée brindaban servicios que iban desde la aplicación de la ley y la protección personal hasta la protección y vigilancia aduanera y la recolección de desechos. En Inglaterra surgió un complejo sistema de aplicación de la ley, donde los diezmos, grupos de diez familias, se encargaban de garantizar el buen comportamiento y apresar a los delincuentes; un alguacil supervisaba grupos de diez diezmos ("cientos"); cientos fueron gobernados por divisiones administrativas conocidas como shire ; y los shires eran supervisados por sheriffs . En el Japón feudal, los samuráis eran los encargados de hacer cumplir las leyes.
El concepto de policía como la principal organización encargada de hacer cumplir la ley se originó en Europa a principios del período moderno ; la primera fuerza policial estatutaria fue la de los Altos Condestables de Edimburgo en 1611, mientras que la primera fuerza policial organizada fue la lieutenant général de police de París en 1667. Hasta el siglo XVIII, la aplicación de la ley en Inglaterra era principalmente responsabilidad de ciudadanos privados y de los cazarrecompensas, un control que pasó gradualmente al gobierno tras el establecimiento en 1749 de la London Bow Street Runners, la primera fuerza policial formal en Gran Bretaña. En 1800, Napoleón reorganizó la policía francesa para formar la Prefectura de Policía de París ; el gobierno británico aprobó la Ley de Policía de Glasgow, estableciendo la policía de la ciudad de Glasgow ; y la Policía del Río Támesis se formó en Inglaterra para combatir el robo en los alrededores del río Támesis. En septiembre de 1829, Robert Peel fusionó Bow Street Runners y la Policía del Río Támesis para formar la Policía Metropolitana. Los sucesores modernos de estas organizaciones reclaman el título de "primera fuerza policial moderna".
Después de la colonización de las Américas, las primeras agencias de aplicación de la ley en las Trece Colonias fueron la Oficina del Sheriff de Nueva York y el Departamento del Sheriff del condado de Albany, ambos formados en la década de 1660 en la provincia de Nueva York. La provincia de Carolina estableció patrullas de cazadores de esclavos en la década de los 1700 y en 1785, se declaró que Charleston Guard and Watch tenía las funciones y la organización de una fuerza policial moderna. El primer departamento de policía municipal en los Estados Unidos fue el Departamento de Policía de Filadelfia, mientras que la primera fuerza de carreteras estatal estadounidense y la agencia federal de aplicación de la ley fue el Servicio de Alguaciles de los Estados Unidos, ambos formados en 1789. En la frontera estadounidense, la aplicación de la ley estaba a cargo de los sheriffs, los guardabosques, los alguaciles y los alguaciles de los condados. La primera agencia de aplicación de la ley en Canadá fue la Policía Real de Terranova, establecida en 1729, mientras que la primera agencia nacional canadiense de aplicación de la ley fue la Policía del Dominio, creada en 1868.

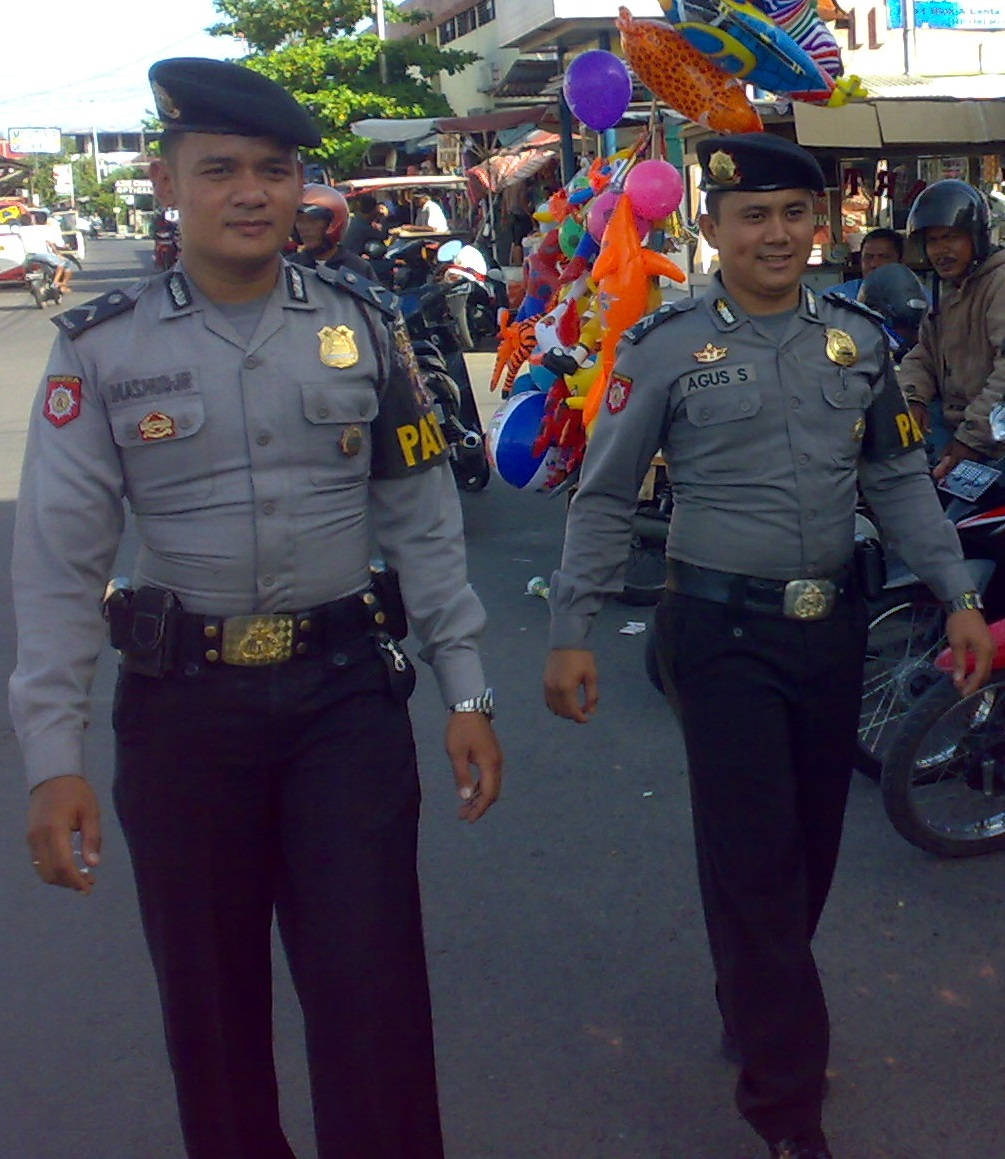
Agentes de la Policía Nacional de Indonesia patrullando a pie

Avanzado el período contemporáneo, las mejoras en la tecnología, las mayores conexiones globales y los cambios en el orden sociopolítico llevaron al establecimiento de fuerzas policiales en todo el mundo. Prácticamente en todos los países existen organismos civiles nacionales, regionales y municipales encargados de hacer cumplir la ley. Para promover su cooperación internacional, la Organización Internacional de Policía Criminal, también conocida como Interpol, se formó en septiembre de 1923. La tecnología ha tenido un impacto enorme en la aplicación de la ley, lo que ha llevado al desarrollo y uso regular de vehículos, sistemas de radio, aviación, unidades tácticas paramilitares y cámaras corporales.

## Las fuerzas del orden

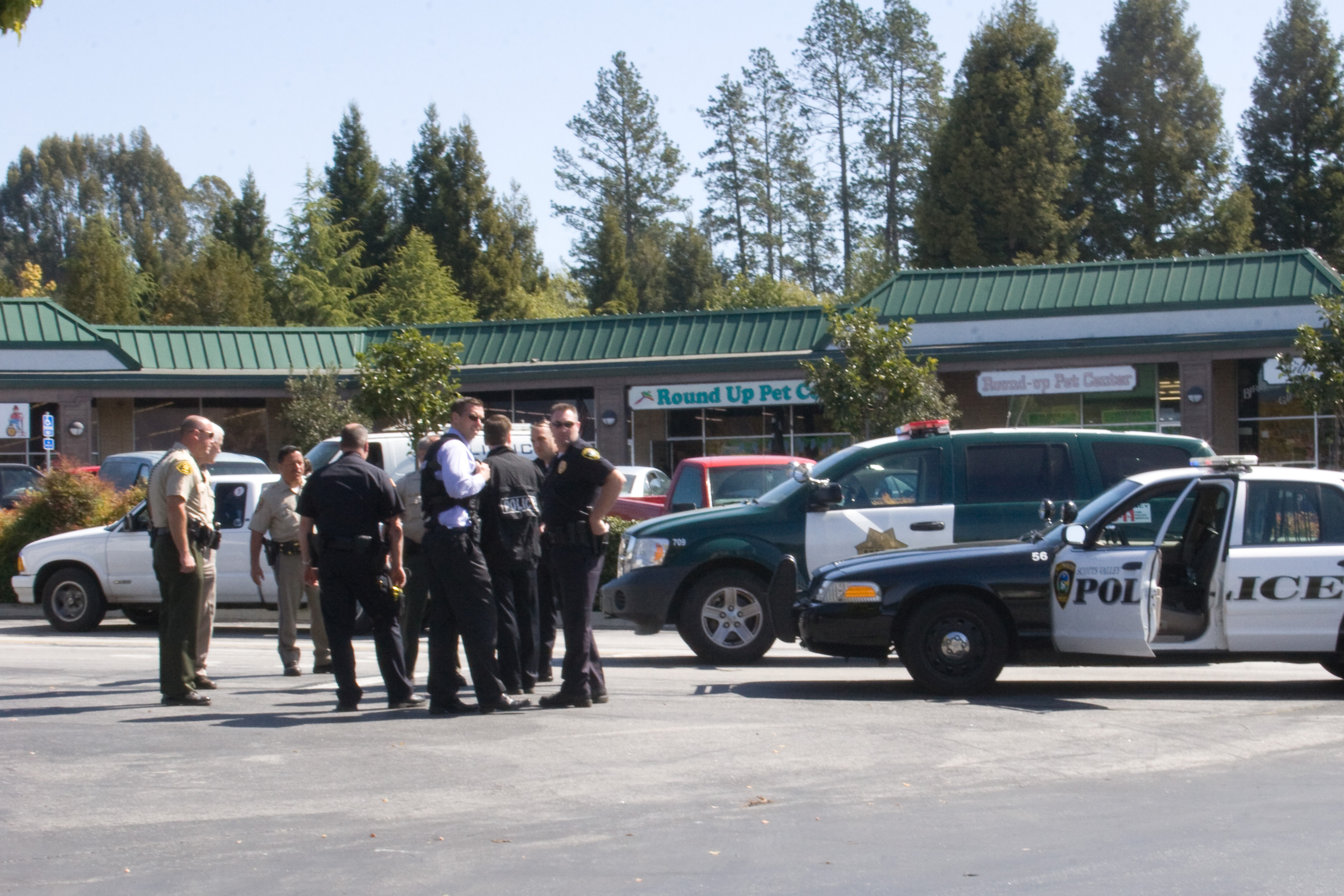
Agentes de la policía municipal, ayudantes del sheriff del condado y agentes de las carreteras del estado en la escena de una persecución en Scotts Valley, California

La mayor parte de la aplicación de la ley está a cargo de algún tipo de fuerza de seguridad. La agencia a la que se le suele asignar este papel es una fuerza de carácter policial. La policía generalmente está integrada por civiles, ya que no son una rama de las fuerzas armadas, aunque algunas fuerzas armadas tienen ramas que hacen cumplir las leyes entre la población civil, a menudo llamadas gendarmería, guardias nacionales o tropas internas. La inversión social en la aplicación a través de dichas organizaciones puede ser enorme, tanto en términos de los recursos invertidos en las organizaciones como en el capital humano destinado a las fuerzas del orden.
Los organismos encargados de hacer cumplir la ley se limitan a operar dentro de una jurisdicción específica. Por lo general, se organizan en tres niveles básicos: nacional, regional y municipal. Sin embargo, dependiendo de ciertos factores, puede haber más o menos niveles, o pueden fusionarse: por ejemplo, en los EE. UU., hay fuerzas del orden público federales, estatales, del condado y municipales; en Canadá, algunos territorios solo pueden tener aplicación de la ley a nivel nacional, mientras que algunas provincias tienen nacional, provincial y municipal; en Japón, existe una agencia de policía nacional, que supervisa todos los departamentos de policía de las prefecturas; y en Níger, existe una policía nacional para las zonas urbanas y una gendarmería para las zonas rurales, ambas técnicamente de nivel nacional. En algunos casos, puede haber varias agencias al mismo nivel, pero pueden tener diferentes enfoques: por ejemplo, en los EE. UU., la Administración para el Control de Drogas y la Oficina de Alcohol, Tabaco, Armas de Fuego y Explosivos ambas son agencias federales, pero la DEA se enfoca en delitos de narcóticos, mientras que la ATF se enfoca en violaciones de la regulación de armas .
Varios segmentos de la sociedad pueden tener su propia su propia fuerza del orden, como los militares que tienen policía militar o los aeropuertos que tienen su propia policía aeroportuaria. La policía privada puede existir en algunas jurisdicciones, a menudo para proporcionar una aplicación de la ley dedicada a la infraestructura, como la policía ferroviaria.
Dependiendo de una variedad de factores, como si una agencia es autónoma o depende de otras organizaciones para sus operaciones, el órgano rector que financia y supervisa la agencia puede decidir disolver o consolidar sus operaciones. La disolución de una agencia puede ocurrir cuando el órgano de gobierno o el departamento mismo decide terminar sus operaciones. Esto puede ocurrir debido a múltiples razones, incluida la reforma policial, falta de población en la jurisdicción, renuncias masivas, esfuerzos para disuadir la corrupción o la jurisdicción de la agencia es transferida a una agencia diferente. Según la Asociación Internacional de Jefes de Policía, la consolidación de agencias puede ocurrir para mejorar la eficiencia, consolidar recursos o al formar un nuevo tipo de gobierno.